# Банкир (фильм, 2020)
«Банкир» (англ. The Banker) — фильм режиссёра Джорджа Нолфи, драма, основанная на реальных событиях, о бизнес-партнёрах Бернарде Гаррете и Джо Моррисе.

## Сюжет
Два бизнес-партнёра, Джо Моррис (Сэмюэл Л. Джексон) и Бернард Гаррет (Энтони Маки), в середине 1950-х годов основали в Лос-Анжелесе успешное агентство недвижимости. Фирма скупала ветхие многоквартирные дома, ремонтировала их и сдавала жильё чернокожим, имевшим доходы, которые позволяли им улучшать свои жилищные условия, переселяясь в традиционно «белые» кварталы. В этом сегменте у Бернарда и Джо практически не было конкурентов, хотя чёрных клиентов появлялось всё больше.
Чтобы в 1950-х годах, во времена законов Джима Кроу, избежать вполне понятных сложностей при ведении дел с белыми бизнесменами, партнёры-«афроамериканцы» (хотя так их ещё никто не звал) привлекли приятеля одного из родственников Гаррета, молодого белого парня по имени Мэтт Стейнер (Николас Холт). Мэтт оказался упорным и способным, с отличной памятью, и качественно поднатаскать его для исполнения роли подставного директора фирмы удалось буквально за месяц.
Однажды Бернард, съездив с женой (Ниа Лонг) и сыном на родину навестить отца (Грегалан Уильямс), уговорил Джо купить там небольшой банк «Мэйнленд», чтобы иметь возможность выдавать чернокожим кредиты на развитие своих маленьких предприятий — пекарен, прачечных, мастерских. Гаррет, гениальный бизнесмен, учёл всё. Он был совершенно уверен, что, как и недвижимость для чёрных, этот рынок белыми банкирами сильно недооценивается и очень перспективен. «Банкиром», естественно, стал Мэтт, а реальные владельцы банка Гаррет и Моррис по-прежнему оставались в тени.
Бернард не учёл только одного — здесь не Калифорния, здесь Техас. Тот самый Юг Америки, где таких как он ещё недавно линчевали на улицах, где на некоторых домах до сих пор висят флаги Конфедерации, давно проигравшей Гражданскую войну.

## Финальные титры (перевод)
«Состояние Бернарда Гаррета и Джо Морриса было уничтожено, когда федеральное правительство конфисковало их активы после слушаний по делу Макклеллана.
Через несколько дней после дачи показаний Бернард и Джо были обвинены в „нецелевом использовании банковских средств“ и впоследствии осуждены и приговорены к федеральной тюрьме.
Роберт Флоранс-младший приобрёл „Mainland Bank“ в результате продажи, организованной FDIC, за небольшую часть стоимости, которую Бернард и Джо заплатили за него отцу Флоранса.
Мэтт Стейнер никогда не обвинялся ни в каком преступлении.
На пике своего развития Бернард и Джо владели 177 зданиями, в некоторых из которых было до 100 отдельных квартир.
Многочисленные объекты жилой недвижимости, приобретённые ими в „белых“ районах, стали инструментом борьбы с жилищной сегрегацией в Лос-Анджелесе.
Через три года после их показаний в Сенате Конгресс принял Закон о справедливом жилищном обеспечении 1968 года, признавший отказ в продаже или аренде собственности по признаку расы, религии или пола незаконным».

## В ролях
| Актёры               | Персонажи                                                                    |
| -------------------- | ---------------------------------------------------------------------------- |
| Энтони Маки          | Бернард Гаррет, бизнесмен-самоучка, чернокожий                               |
| Сэмюэл Л. Джексон    | Джо Моррис, владелец ночного клуба, чернокожий                               |
| Ниа Лонг             | Юнис Гаррет, жена Бернарда, чернокожая                                       |
| Николас Холт         | Мэтт Стейнер, номинальный директор, «лицо» компаний Гаррета и Морриса, белый |
| Скотт Дэниэл Джонсон | Роберт Флоренс-младший, миноритарный акционер банка «Мэйнленд», белый        |
| Джеймс Дюмон         | сенатор МакКлеллан, председатель специального комитета, белый                |
| Пол Бен-Виктор       | Дональд Силверторн, калифорнийский банкир Гаррета и Морриса, белый           |
| Грегалан Уильямс     | Бриттон Гаррет, отец Бернарда, чернокожий                                    |